# Willow Creek Community Church

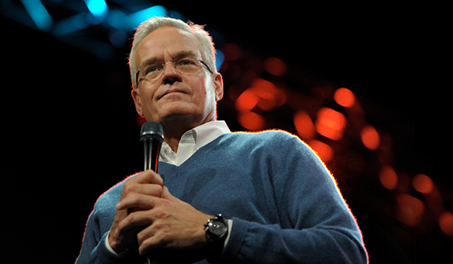
Bill Hybels, Gründungspastor der WCCC

Die Willow Creek Community Church ist eine unabhängige US-amerikanische Megachurch ohne denominationelle Zugehörigkeit (engl.: non-denominational church) in South Barrington, Illinois bei Chicago. Sie wurde 1975 durch Bill Hybels gegründet, der bis April 2018 Pastor der Gemeinde war. Die Kirchengemeinde ist mit über 25.000 Gottesdienstbesuchern nach einer Untersuchung von 2016 die fünftgrößte der Vereinigten Staaten.

## Geschichte

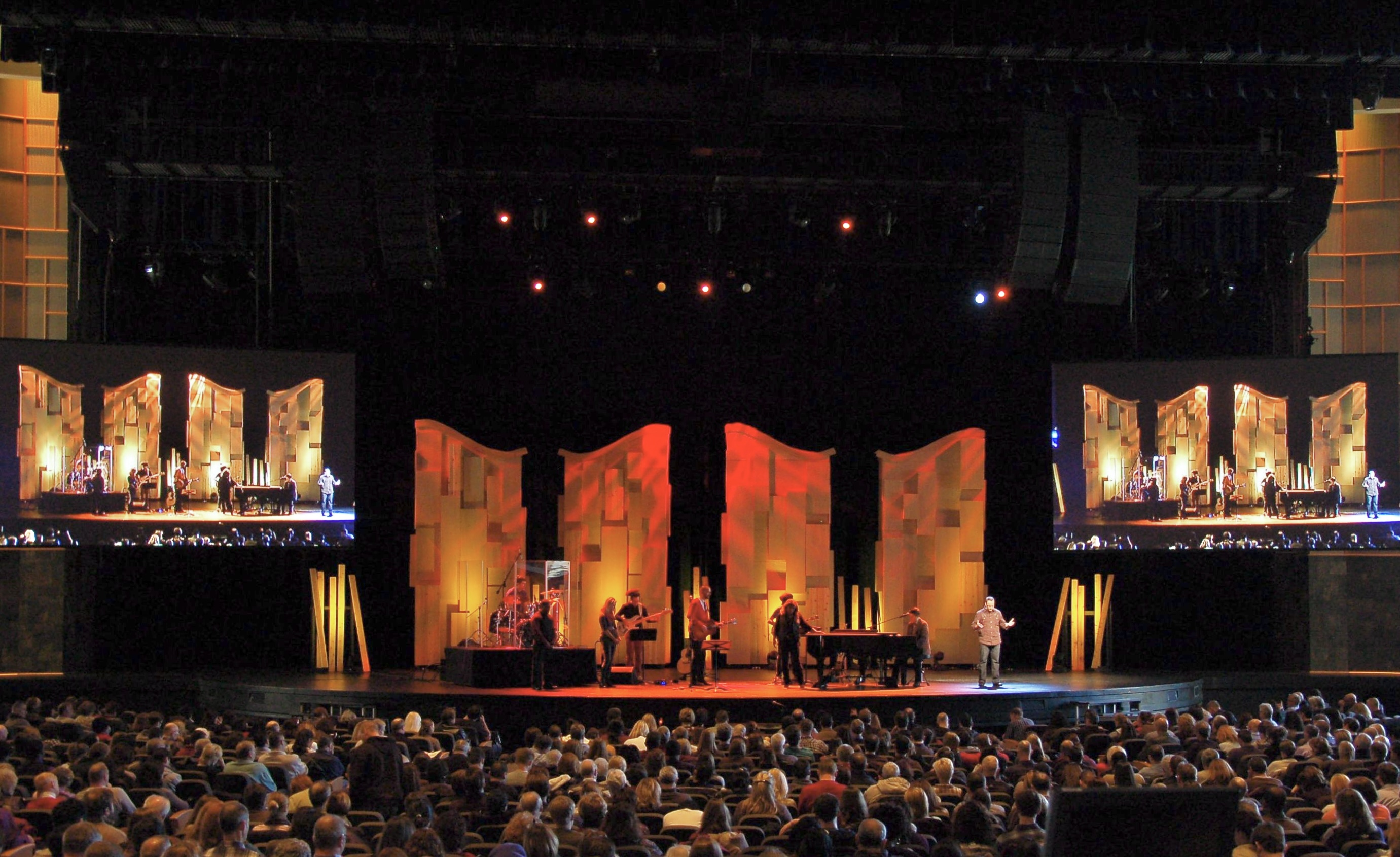
Am 2012

Inspiriert von neutestamentlichen Aussagen und seinem theologischen Lehrer Gilbert Bilezikian begann Hybels 1975 eine Gemeinde für Kirchenferne in einem Kino zu gründen. Mit neuen Ideen, künstlerischen Elementen und diakonischen Initiativen wurden die evangelistische Botschaften von Hybels und seinen Mitarbeitenden unterstützt, damit in Gottesdiensten und Hauskreisen Momente der Gottesbegegnung entstehen konnten. Die Kirche und deren Leitung waren auf diese missionarische Strategie ausgerichtet, die zudem regelmäßig überprüft, korrigiert und die Methoden entsprechend angepasst wurden.
Religious Movements von der Universität Virginia gibt für 1997 an, dass Willow Creek zu diesem Zeitpunkt mit 2.000 Mitgliedern und 15.000 Gottesdienstbesuchern die zweitgrößte Gemeinde der Vereinigten Staaten war. Willow Creek selbst gibt am Wochenende 17.500 und unter der Woche 6.000 Gottesdienstbesucher an, dazu etwa 2.700 Hauskreise mit etwa 17.000 Teilnehmern (Zahlen 2005).
2015 stufte die Chicago Tribune Willow Creek als besten mittelgroßen Arbeitgeber im Großraum Chicago ein, im gleichen Jahr wurde das vierzigjährige Bestehen der Kirche im United Center in Chicago gefeiert.
Nachdem im März 2018 die Chicago Tribune Berichte ehemaliger Mitarbeiterinnen und weiblicher Gemeindemitglieder veröffentlichte, nach denen sich Hybels anzüglich verhalten bzw. sie sexuell belästigt hätte, trat er am 10. April 2018 von seinem Amt als Hauptpastor ein halbes Jahr früher als geplant zurück.
Seine Nachfolger waren die Pastorin Heather Larson und der Pastor Steve Carter. Auch diese traten im August 2018 zurück, ebenso wie der gesamte Vorstand (Board of Elders). Sie entschuldigten sich, den betroffenen Frauen nicht geglaubt und Hybels stattdessen ungeprüft und unsensibel verteidigt zu haben. Steve Gillen, Leiter der Willow-Regionalgemeinde North Shore, wurde danach als Interimsleiter eingesetzt, um die Neuwahlen der Ältesten und die Suche eines neuen Hauptpastors zu steuern. Ebenso wurde eine unabhängige Kommission ernannt, die die Anschuldigungen gegen Bill Hybels untersuchen wird.
Ende Januar 2020 wurde bekannt, dass auch der Interimspastor Steve Gillen Ende März 2020 sein Amt aufgeben werde. Die Suche nach einem neuen Hauptpastor begann erneut; keiner der beiden in die engere Wahl gekommenen Kandidaten sei langfristig geeignet. Im Juni 2022 übernahm Dave Dummitt das Amt des Seniorpastors, der vorher 15 Jahre die Community 2/42 in Michigan aufgebaut und geleitet hatte.

## Willow Creek Association
Die Willow Creek Association wurde 1992 als Netzwerk zwischen Gemeinden gegründet. Zu diesem Netzwerk gehörten 2016 weltweit etwa 11.000 Gemeinden, Willow Creek gab für Deutschland 2011 über 300 Partnergemeinden an. Anfang Mai 2012 gab Willow Creek auf seiner Homepage nur noch 13 Partnergemeinden in Deutschland an. Jede Gemeinde bezahlte eine Mitgliedsgebühr von jährlich 249 Dollar.
Im Jahr 2011 nahmen über 8.000 Personen an der Leiterkonferenz (englisch: Global Leadership Summit GLS) auf dem Willow-Gemeindegelände teil, zusätzlich waren 65.000 Menschen per Satellit an 220 Orten in Nordamerika verbunden. Im Herbst 2011 wurde die aufgezeichnete Konferenz in 82 Ländern ausgestrahlt und 102.000 Personen konnten partizipieren. Der jährlich stattfindende Willow-Leitungskongress Global Leadership Summit (GLS) wurde 2016 in 59 Sprachen übersetzt und in 125 Länder übertragen.

## Willow Creek Deutschland/Schweiz
Seit 1996 werden in Deutschland und der Schweiz von Willow Creek verschiedene Konferenzen veranstaltet (Gemeindekongresse, Promiseland-Kongresse, Jugend-Kongresse, Leitungskongresse). Nebst Bill Hybels als Hauptreferent wurden zunehmend auch Referenten aus Deutschland eingeladen. In den letzten Jahren war der Professor für praktische Theologie Michael Herbst aus Greifswald regelmäßig einer der Sprecher.
Zum Vorstand von Willow Creek Deutschland/Schweiz gehören seit 2024 Steffen Kern, Daniela Mailänder, Dorothée Wenzel, Corinna Schubert und Hansjörg Kopp. Dem neugeschaffenen Präsidium gehören Henrik Otto, Stefan Pahl und der Geschäftsführer Thomas Fremdt an.
Die Teilnehmerzahlen der Willow-Creek-Leitungskongresse betrugen:
- 2002 in Oberhausen: 8.100
- 2005 in Stuttgart: 11.000
- 2006 in Bremen: 5.400
- 2008 in Oberhausen: 4.500
- 2010 in Karlsruhe: 7.800
- 2012 in Stuttgart: 7.500
- 2014 in Leipzig: 8.000
- 2016 in Hannover: 9.500
- 2018 in Dortmund: 10.000 (und 2.000 bei Liveübertragungen)
- 2020 in Karlsruhe: 7.400 (ohne Bill Hybels, wurde an 13 Orten live übertragen, wurde am vorletzten Tag wegen einem Coronafall präventiv vorzeitig abgebrochen)[20]
- 2022 in Leipzig: 4.650
- 2024 in Karlsruhe: 5.700 (und 1.300 weitere an zehn Übertragungsorten)[21]

Willow Creek Deutschland übernimmt die Geschäftsführung und Organisation des für März 2017 unter der Trägerschaft der Koalition für Evangelisation in Deutschland geplanten Kongresses Dynamissio – Der missionarische Gemeindekongress 2017 im Berliner Velodrom.

## Kritik
Neben viel Zuspruch wird die Willow Creek Bewegung wie andere Megachurches auch kritisiert, von Medien wie dem Spiegel, der von den „Seelengeschäftsmänner[n] von der Willow Creek Community Church“ spricht, von Teilen des Evangelikalismus als zu wenig biblisch und zu sehr an Wettbewerb, Marketing, Leistung und Pragmatismus orientiert. Karin Walther von der Evangelischen Zentralstelle für Weltanschauungsfragen in Berlin hat schon Jahre vor dem Rücktritt von Hybels festgestellt, dass die Willow Creek Bewegung zu stark auf ihren Gründungs− und Leitungspastor Bill Hybels ausgerichtet sei, eine Einbindung in einen grösseren Gemeindeverband mit stabileren Strukturen und traditionell christliche Elemente wie das Abendmahl in den Gottesdiensten weitgehend fehlen würden.